# Casaletto Spartano
Casaletto Spartano är en ort och kommun i provinsen Salerno i regionen Kampanien i Italien. Kommunen hade 1 376 invånare (2017).